# Browns-Gletscher
Der Browns-Gletscher ist ein kleiner Gletscher an der Ingrid-Christensen-Küste des ostantarktischen Prinzessin-Elisabeth-Lands. Er fließt 6 km nördlich des Chaos-Gletschers in westlicher Richtung in den nördlichen Ausläufer der Ranvik, einer Nebenbucht der Prydz Bay.
Norwegische Kartografen kartierten ihn anhand von Luftaufnahmen, die bei der Lars-Christensen-Expedition 1936/37 entstanden. Der US-Amerikaner John H. Roscoe ermittelte seine Position anhand der Luftaufnahmen der Operation Highjump (1946–1947). Roscoe benannte ihn nach Leutnant Eduardo P. Brown (1916–2006), Fotograf der Westgruppe der Operation Highjump.